# Arrondissement de Toubacouta

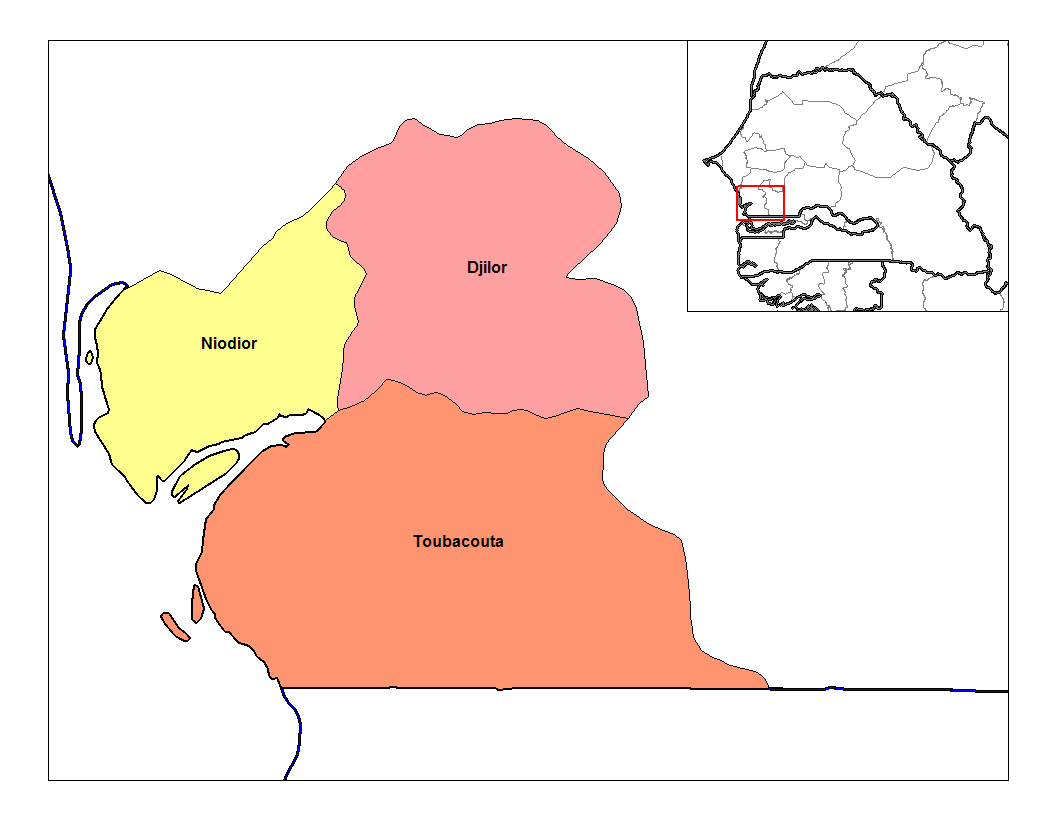
Carte des arrondissements du département de Foundiougne au Sénégal.

L'arrondissement de Toubacouta est l'un des arrondissements du Sénégal. Il est situé au sud du département de Foundiougne, dans la région de Fatick.
Il compte quatre communautés rurales :
- Communauté rurale de Keur Saloum Diané
- Communauté rurale de Keur Samba Guèye
- Communauté rurale de Toubacouta
- Communauté rurale de Nioro Alassane Tall

Son chef-lieu est Toubacouta.